# Danzig (musikalbum)
Danzig är det första albumet av gruppen Danzig, ledd av den tidigare Samhain- och The Misfits-sångaren Glenn Danzig. Albumet gavs ut 1988 av American Recordings och återutgavs 1998. Det spelades in i Atlantic Recording Studios och Chung King Metal i New York.

## Låtlista
Alla låtar skrivna av Glenn Danzig förutom "The Hunter", skriven av Albert King.
1. "Twist of Cain" - 4:18
2. "Not of This World" - 3:42
3. "She Rides" - 5:10
4. "Soul on Fire" - 4:36
5. "Am I Demon" - 4:57
6. "Mother" - 3:24
7. "Possession" - 3:56
8. "End of Time" - 4:02
9. "The Hunter" - 3:31
10. "Evil Thing" - 3:16

## Medlemmar
- Glenn Danzig - sång
- Erie Von Detten - bas
- John Christ - gitarr
- Chuck Biscuits - trummor